# Kathleen McGahey
Kathleen McGahey, född den 5 mars 1960 i Philadelphia, USA, är en amerikansk landhockeyspelare.
Hon tog OS-brons i damernas landhockeyturnering i samband med de olympiska landhockeytävlingarna 1984 i Los Angeles.